# Юклен Тауншип (округ Честер, Пенсільванія)
Юклен Тауншип (англ. Uwchlan Township) — селище (англ. township) в США, в окрузі Честер штату Пенсільванія. Населення — 19 161 особа (2020).

## Демографія
Згідно з переписом 2010 року, у селищі мешкало 18 088 осіб у 6610 домогосподарствах у складі 5033 родин. Було 6958 помешкань
Расовий склад населення:
| - 90,4 % — білих - 5,2 % — азіатів - 2,5 % — чорних або афроамериканців - 0,1 % — корінних американців |

До двох чи більше рас належало 1,4 %. Частка іспаномовних становила 2,3 % від усіх жителів.
За віковим діапазоном населення розподілялося таким чином: 27,9 % — особи молодші 18 років, 63,3 % — особи у віці 18—64 років, 8,8 % — особи у віці 65 років та старші. Медіана віку мешканця становила 39,5 року. На 100 осіб жіночої статі у селищі припадало 96,8 чоловіків;  на 100 жінок у віці від 18 років та старших — 92,8 чоловіків також старших 18 років.
Середній дохід на одне домашнє господарство  становив 126 387 доларів США (медіана — 104 414), а середній дохід на одну сім'ю — 145 229 доларів (медіана — 124 016). Медіана доходів становила 97 785 доларів для чоловіків та 57 041 долар для жінок. За межею бідності перебувало 5,2 % осіб, у тому числі 3,0 % дітей у віці до 18 років та 6,6 % осіб у віці 65 років та старших.
Цивільне працевлаштоване населення становило 9894 особи. Основні галузі зайнятості: освіта, охорона здоров'я та соціальна допомога — 20,1 %, науковці, спеціалісти, менеджери — 15,6 %, роздрібна торгівля — 13,3 %, виробництво — 12,1 %.